# Los Croods
Los Croods (The Croods, título original en inglés) es una película estadounidense de animación de aventura y comedia producida por los estudios DreamWorks Animation y distribuida por 20th Century Fox. Cuenta con las voces de Nicolas Cage, Emma Stone, Ryan Reynolds, Catherine Keener, Clark Duke, Cloris Leachman y Randy Thom. La película se ambienta en una era prehistórica ficticia conocida como “Croodáceo” (un periodo el cual tiene criaturas prehistóricas) donde la posición de un hombre de las cavernas como "líder de la manada" es amenazada por la rivalidad de un genio prehistórico que apareció con nuevas invenciones revolucionarias mientras realizan un viaje a través de una tierra peligrosa pero exótica en busca de un nuevo hogar.
Los Croods fue escrita y dirigida por Kirk DeMicco y Chris Sanders y producida por Kristine Belson y Jan Hartwell. El estreno de la película fue el 15 de febrero de 2013 en el Festival de Berlín, y fue estrenada en los Estados Unidos el 22 de marzo de 2013. Como parte del acuerdo de distribución, esta película es la primera de DreamWorks Animation en ser distribuida por 20th Century Fox, después del final del acuerdo de distribución con Paramount Pictures. Actualmente esta película esta distribuida de Universal Pictures, esto debido a la compra de DreamWorks con NBCUniversal y que 20th Century Fox es ahora propietario de The Walt Disney Company.
Los Croods recibieron mayoritariamente críticas positivas, siendo un éxito de taquilla tras haber recaudado más de $587 millones de dólares sobre un presupuesto de 135 millones. La película comenzó con una nueva franquicia, con una serie de televisión, El amanecer de los Croods. Esta serie debutó en Netflix el 24 de diciembre de 2015. Una secuela, Los Croods 2: una nueva era fue estrenada el 25 de noviembre de 2020, y una serie de televisión en 2021, El árbol familiar de los Croods.

## Argumento
Una familia de neandertales, llamada los Croods, sobreviven gracias a la naturaleza sobreprotectora de su obstinado y estricto patriarca, Grug. La única que cuestiona el estilo de vida refugiado de la familia es su hija adolescente, Eep, quien frecuentemente desobedece las órdenes de su padre hacia lo que él encuentra peligroso. Después del robo de un huevo para la cena y un encuentro con un "Oso búho", Grug e Eep, La madre de Eep, Ugga, la abuela Gran, el hermano menor Thunk y su hermana bebé Sandy enfrentan el tiempo refugiados en su cueva hogar. Eep se escabulle cuando ve una antorcha de fuego y encuentra a un inventivo chico Homo sapiens, un antepasado de los llamado Guy y su perezoso Brazos. Él le advierte de un inminente apocalipsis y le ofrece llevarla con él, pero preocupada por su familia Eep se queda, por lo que Guy le da una concha para que sonara en caso de que ella lo necesitara. Reuniéndose con su frenético padre ella trata de decirle a su familia lo que Guy le advirtió pero temiendo que las cosas sean "diferentes" y "nuevas" destruyen la concha. Un terremoto masivo destruye su hogar y para impedir que el gato carnívoro los devoré descienden a un bosque tropical que estuvo detrás de su cueva todo el tiempo. Encontrando un felino dientes de sable de colores brillantes que Gran bautiza "Chunky (Mechones en Hispanoamérica) el gato de la muerte", la familia escapa hasta que Chunky es detenido por un enjambre de aves devoradoras. Usando otra concha, Eep llama a Guy quien los rescata de las aves devoradoras con su fuego. Después de un momento de confusión con su primer contacto con el fuego, Grug atrapa a Guy en un tronco hasta que él los guie a algún lugar seguro.
Escapando de la destrucción, Guy se gana la confianza suficiente para dejarlo salir del tronco y él les da a los Croods zapatos rudimentarios para caminar sobre el terreno difícil mientras lo guía a una montaña en la cual él dice que será seguro. Guy también les cuenta historias de "el mañana" un cielo de seguridad donde él se dirige y donde la curiosidad no es mortal como Grug ha dicho. En su casa del árbol, Grug ve la impresión que Guy ha dejado en su familia y se pone celoso. En un intento por inventar cosas como Guy, Grug solo se avergüenza a sí mismo y conduce a su familia lejos de Guy. Después de que su familia se divide en un laberinto de túneles, todos excepto Grug logran escapar usando ideas para vencer los obstáculos en sus caminos. Al llegar a la montaña, Grug intenta forzar a su familia a esconderse en una caverna, pero se resisten, diciéndole que ellos no pueden vivir en cuevas nunca más ya que ellos no solo quieren "sobrevivir" sino "vivir". Esto enfada a Grug, quien ataca a Guy y los dos terminan en un río de brea donde Grug se da cuenta de que la familia de Guy murió en uno. Dándose cuenta de que el método de Guy para sobrevivir es mejor para su familia, Grug trabaja con él y engañan a Chunky para que los libere. La familia se reúne y luego escapan de un cataclismo masivo cuando la tierra comienza violentamente a abrirse.
La familia es separada de su destino por la división continental, pero Grug dándose cuenta de sus errores decide arrojar a su familia a la seguridad. Él comparte un invento que llama "abrazo" con Eep, poco tiempo antes de arrojarla. Separado de su familia, Grug encuentra una cueva para protegerse, donde está Chunky, quien es en realidad un felino asustado y dulce, y así Grug tiene una idea para cruzar al otro lado. Usando un esqueleto y las pirañas para formar un simple aeroplano, Grug se las arregla para enviarlos, incluyendo varios animales que la familia encontró durante su viaje, a través del abismo, reuniéndose con su familia una vez más. Él se disculpa con todos y promete nunca ser controlador otra vez.
Después los Croods ahora viven en la tierra y se han asentado en una gran playa donde cada día pueden seguir la luz hacia "el mañana".

## Reparto
- Nicolas Cage como Grug, el cavernícola patriarca y protagonista de la película, bienintencionado, sobreprotector y anticuado.
- Emma Stone como Eep, una cavernícola, hija mayor de Grug y Ugga , llena de curiosidad y deseo de aventura. Se enamora de Guy.
- Ryan Reynolds como Guy, un Homo Cro-magnon que no es tan fuerte como los Croods pero prefiere usar la cabeza y viene acompañado de muchas ideas. Tiene una mascota algo parecida a un perezoso llamada Belt (Brazo en Hispanoamérica) cuyas ideas terminan salvando a los Croods. Está enamorado de Eep.
- Catherine Keener como Ugga, la esposa de Grug. Ella es más abierta que Grug, pero tiene un duro trabajo protegiendo a la familia.
- Clark Duke como Thunk, hijo de Grug y Ugga. Es el hijo del medio, no es inteligente y tiene mala coordinación, pero tiene un buen corazón.
- Cloris Leachman como Gran, una longeva y feroz cavernícola, abuela de los niños y suegra de Grug.
- Randy Thom como Sandy, la feroz hija bebé de Grug y Ugga, que muerde y gruñe pero todavía no habla.
- Chris Sanders como Belt, el perezoso mascota de Guy.

## Voces
| Personaje | Actor original   | Actor de doblaje (doblaje de México) | Actor de doblaje (doblaje de España) |
| --------- | ---------------- | ------------------------------------ | ------------------------------------ |
| Grug      | Nicolas Cage     | Humberto Solórzano                   | José Luis Mediavilla                 |
| Eep       | Emma Stone       | Eiza González                        | Paula Ribó                           |
| Guy       | Ryan Reynolds    | Alfonso Herrera                      | Manuel Gimeno                        |
| Ugga      | Catherine Keener | Gabriela Gómez                       | Mercedes Montalá                     |
| Thunk     | Clark Duke       | Arturo Castañeda                     | Klaus Stroink                        |
| Gran      | Cloris Leachman  | Ángeles Bravo                        | Marta Martorell                      |

## Videojuegos
Un videojuego basado en la película, titulado Los Croods: Prehistoric Party!, fue lanzado el 19 de marzo de 2013. Desarrollado por Torus Games, y publicado por D3 Publisher, fue adaptado para Wii U, Wii, Nintendo 3DS y Nintendo DS. El juego permite a los jugadores seleccionar los miembros de la familia Croods en una aventura a través de 30 partidos minijuegos estilo fiesta.
También se creó un juego para móviles llamado The Croods y publicado por Rovio, el creador del famoso juego  Angry Birds, el juego fue lanzado el 14 de marzo de 2013 para Android y iOS, el juego consiste en ir creando tu propia isla con varios animales preevolucionados, el juego contiene una moneda llamada "gemas" que se puede obtener lentamente en el juego o comprándolas por dólares reales y también algunos recursos que se pueden ir consiguiendo con plantas, personajes humano y al criar, alimentar y cuidar a tus mascotas o animales que atrapas con trampas poco convencionales.

## Premios y nominaciones
| Premio               | Categoría                   | Persona                                        | Resultado |
| -------------------- | --------------------------- | ---------------------------------------------- | --------- |
| Premios Óscar        | Mejor película animada      | Chris Sanders , Kirk DeMicco y Kristine Belson | Nominada  |
| Premios Globo de Oro | Mejor película de animación | Chris Sanders , Kirk DeMicco y Kristine Belson | Nominada  |

## Secuela
El largometraje iba a ser escrito por Chris Sanders y Kirk DeMicco y todo parece indicar que repetirá también con las voces originales de su primera parte, compuestas por Nicolas Cage, Ryan Reynolds, Emma Stone, Catherine Keener, Clark Duke y Cloris Leachman. Su fecha fue anunciada para 2017, pero al final este largometraje fue cancelado. DreamWorks estrenó Los Croods 2: Una nueva era en noviembre de 2020.